# Dhimitër Ilo
Dhimitër Ilo (n. 1862 – d. 1947) a fost un patriot albanez din orașul Korçë (care făcea parte atunci din Imperiul Otoman).
A emigrat în România și a fost membru al coloniei albaneze din București. A lucrat ca avocat, a devenit un activist de frunte al Renașterii Nașterii Albaneze și a publicat la București, în anii 1898-1900, revista Ylli i Shqipërisë. Dhimitër Ilo a fost delegat al coloniei albaneze din București la Adunarea Națională de la Vlorë, unde a fost semnată Declarația de Independență a Albaniei (28 noiembrie 1912).